# Sergio Tarquinio
Sergio Tarquinio (né le 13 octobre 1925 à Crémone) est un auteur de bande dessinée italien spécialisé dans la bande dessinée d'aventure destinée au grand public. Dessinateur réaliste efficace qui a travaillé pour les marchés italien et britannique, il a œuvré dans de nombreux genres. Nombre de ses histoires ont paru en France dans des mensuels vendus en kiosque, dit « petits formats ».